# Ina Deter
Ina Deter, geboren als Ingrid Deter (West-Berlijn, 14 januari 1947) is een voormalige Duitse zangeres uit de NDW-periode.

## Jeugd en opleiding
Ina Deter stamt uit Lübars, een stadsdeel van West-Berlijn. Als 11-jarige nam ze gitaar-onderricht. Als 16-jarige richtte ze de vrouwen-skiffleband Lucky Girls op, waarin ze zangeres werd. Na de ontbinding trad ze een tijdlang op als country- en westernmuzikante voor de gestationeerde soldaten van de geallieerde strijdkrachten. Vervolgens ging haar weg naar het legendarische West-Berlijnse circuit van de folk-liedjeszangers rond Danny Marino, Reinhard Mey, Hannes Wader en Schobert & Black. Op de kroegenpodiums van Charlottenburg vertolkte de getalenteerde artieste voornamelijk nummers van Joan Baez en Bob Dylan.
Beroepsmatig was Ina Deter na haar aan een particuliere school voltooide grafische- en designstudie bij een reclamebureau werkzaam. In 1969, nadat het bureau was verhuisd, verliet ze haar geboortestad richting Keulen. Daar stokte haar muzikale carrière, omdat ze aanvankelijk nog geen van de vertrouwde kroegenpodia aantrof. Des te meer legde ze zich toe op de feministische vrouwenbeweging rond Alice Schwarzer. In deze jaren ging vooral om de strijd tegen abortus in de heetste fase. Ina Deter promootte bovendien haar eerste eigen compositie Ich habe abgetrieben (1974). Gesponsord door een donateur verscheen de song als single, onder haar eigen naam Ingrid Deter.

## Carrière
Geleidelijk kwamen weer mogelijkheden tot optreden en ontdekte ze het componeren en tekstschrijven. Met een van haar nieuwe nummers, het voortdurend in zeer hoge tonen gezongen liefdeslied Wenn du so bist wie dein Lachen, kwam ze in het vizier van talentenjagers. Vervolgens kreeg ze een uitnodiging voor de voorronden van het Eurovisiesongfestival 1976. Schijnbaar voor dit concours gebruikte ze de artiestennaam Ina Deter, waarschijnlijk om vergissingen te vermijden met Ingrid Peters. Ze scoorde een 10e plaats uit twaalf deelnemers. Dagen later steeg ze na de diskwalificatie van het winnende nummer van Tony Marshall naar de 9e plaats. Naar aanleiding van de verbeterde klassering meldden zich plotseling meerdere platenlabels bij haar. Ze besloot om met CBS in zee te gaan. Het nummer Wenn du so bist wie dein Lachen begeleidde haar verdere carrièreverloop uiteraard als cultsong.
In de daarop volgende periode legde ze haar werkzaamheden als graficus neer om zich volledig op de muziek te kunnen concentreren. Meerdere albums ontstonden in troubadourstijl. Van grote betekenis was de ontmoeting met de bassist en producent Micki Meuser en de gitarist Manni Holländer. Samen verruimden ze niet alleen de sounduitstraling van de muziek, maar werkten ze ook om haar stem krachtiger te laten klinken. Op het vierde album Aller anfang sind wir (1981) was die ontwikkeling reeds duidelijk hoorbaar. Na beëindiging van het contract door CBS verscheen de lp bij een klein platenlabel (blauwe cover, Ina Deter & Band), wegens juridische onenigheid dan ook nog eens bij de meteen binnenkomende uitgever Phonogram Records (rozekleurige cover, Ina Deter Band).
In 1982 publiceerde de Ina Deter Band het door de NDW beïnvloede popalbum Neue Männer braucht das Land. Pas in de zomer van 1983 plaatsten album en titelsong zich in de Duitse hitlijst.
Dankzij het rumoer over Neue Männer braucht das Land telde Ina Deter in het midden van de jaren 1980 tot de toonaangevende toppers van de Duitse muziekwereld. De Ina Deter Band volgde voorts een tournee met een recordaantal van 180 concerten, waaronder ook werd deelgenomen aan festivals in Nederland en Denemarken. Verdere hoogtepunten: concertopnamen op televisie bij Rock aus dem Alabama resp. Live aus dem Alabama (1983, 1986), livezang in de live uitgezonden ZDF-Hitparade (2 x 1983, 1986), optreden bij het Festival des politischen Liedes in de DDR (1983), portret voor de tv-doku Frauen unter Strom (1984), medewerking aan het benefietconcert Band für Afrika (1985), onderdeel van de crew van Rock am Ring. Anders dan op de geluidsdragers werd de muziek bij de concerten meer tot rock omgevormd. Ofschoon Ina Deter reeds de veertig was gepasseerd, kwam ze nog steeds jeugdig over dankzij haar losse aard en lichaamsgrootte van 1,50 meter. Haar roze gitaar wordt nu tentoongesteld in het rock 'n' popmuseum in Gronau.
Het te licht gewaande album Mit Leidenschaft (1984) had schijnbaar door het gemis aan rust geleden, maar de opvolger Frauen kommen langsam – aber gewaltig (1986) werd (als Ina Deter) een groot succes. Hierbij was haar toenmalige levensgezel Jo Steinebach en producent Edo Zanki betrokken. De titelsong wisselde tussen provocatie en onschuld en Ina Deter testte bij optredens de reacties van het publiek met een gebalde vuist.
Twaalf jaar na de eerste samenwerking begonnen Ina Deter en Manni Holländer vanaf 1990 een langdurige persoonlijke relatie en verhuisde ze van Keulen naar Aken-Vetschau. Beroepsmatig was de neergaande trend niet meer te stoppen, omdat het hitnummer Neue Männer braucht das Land zich steeds meer tot een vloek ontwikkelde, omdat het succes van dit nummer steeds weer van invloed was op nieuwe nummers. Wegens dalende verkoopcijfers en zaalomvang trok ze zich in 1993 terug uit de muziekwereld.

## Verdere activiteiten
Tijdens haar als moeilijk ervaren overgang wijdde ze zich aan andere belangen, zoals theater, schrijven en schilderen. In 1997 pakte ze haar muzikale carrière weer op zonder de voorgaande druk van het succes. Na 2000 groeide in haar het idee om chansons van de door haar aanbeden Franse zangeres Édith Piaf naar het Duits te vertalen. Met de steun van een kamerorkest voerde ze het programma uit als Ina Deter & Die Compagnons op het podium en maakte hiervan een album. Tegelijkertijd moest ze ook de ziekte borstkanker overwinnen.

## Privéleven
In 2005 verhuisde Ina Deter weer naar haar geboortestad Berlijn en woont heden gedeeltelijk in Berlijn en Spanje. Optredens vonden uiteindelijk slecht sporadisch plaats voor evenementen ten gunste van borstkanker-preventie.

## Discografie

### Reguliere albums
- 1976:	Ich sollte eigentlich ein Junge werden...
- 1978:	Heute...
- 1979:	Wenn wir unsern Neid besiegen...
- 1981:	Aller Anfang sind wir
- 1982:	Neue Männer braucht das Land
- 1984:	Mit Leidenschaft
- 1986:	Frauen kommen langsam – aber gewaltig
- 1987:	Ich will die Hälfte der Welt
- 1990:	Soll mich lieben, wer will
- 1993:	Ver-Rückte Zeiten
- 1997:	Mit früher ist heute vorbei
- 2000:	Spieglein, Spieglein
- 2003:	Voilà – Lieder von Édith Piaf in Deutsch

### Verdere albums
- 1987:	Das Live-Album
- 1991:	Ich bereue nichts
- 1993:	Nur Liebe und sonst gar nichts
- 1997:	– namenlose Veröffentlichung –
- 1998:	Hits & Flops
- 2002:	Neue Männer braucht das Land
- 2007:	Ein Wunder

- Gemeinsame Normdatei: 134358112
- International Standard Name Identifier: 0000 0003 7205 991X
- Library of Congress Control Number: no00011184
- MusicBrainz: 78dbdc6a-a031-415a-933f-91f1773e87cb
- Virtual International Authority File: 62761288
- WorldCat: E39PBJmDr4t4G4BbQdtjpQ8grq